# Ротонда Капитолия США
Ротонда Капитолия США (англ. United States Capitol rotunda) — центральная ротонда Капитолия в столице США Вашингтоне.
Ротонда расположена под массивным куполом Капитолия. Помещение задумывалось как «символическое и физическое сердце» здания, и окружена сетью коридоров, соединяющих половину Капитолия, занимаемую Палатой представителей, с половиной, относящейся к Сенату. К югу расположен полукруглый Национальный скульптурный зал, в котором до 1859 года заседала Палата представителей. С севера к ротонде прилегает Старая палата Сената, где последний проводил заседания до 1857 года.
Диаметр ротонды — 29 метров, высота до потолка — около 55 метров. Помещение весьма популярно среди туристов. Помимо всего прочего, в ротонде проводятся официальные мероприятия вплоть до публичных прощаний с известными людьми, в том числе с президентами США. 20 января 2025 года в ротонде Капитолия прошла инаугурация президента США Дональда Трампа.

## Архитектура
В 1793 году прошёл конкурс на лучший дизайн для Капитолия. Победителем стал американский врач и архитектор Вильям Торнтон. Ему и принадлежала идея построить в Капитолии ротонду. Однако из-за нехватки средств и ресурсов, а также из-за британского нападения на Вашингтон во время Англо-американской войны 1812 года, замысел зодчего не был воплощён. Работы над зданием продолжились лишь в 1818 году.

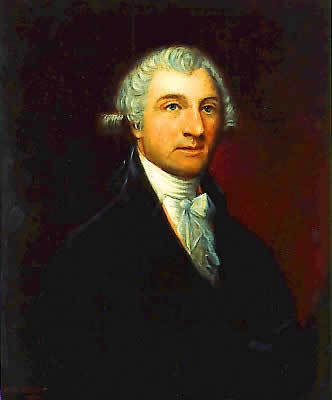
Вильям Торнтон
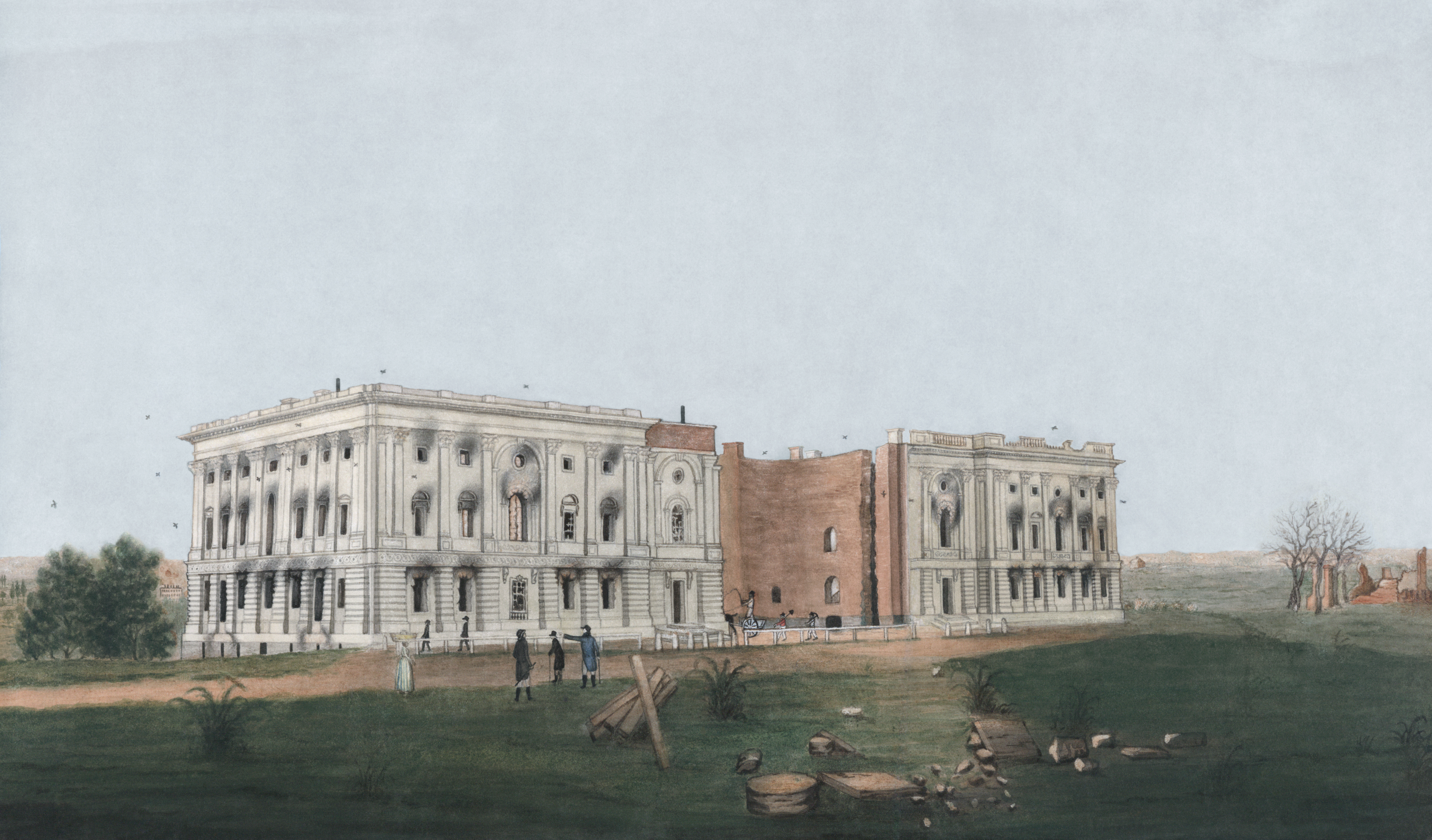
Капитолий после пожара 1812 года
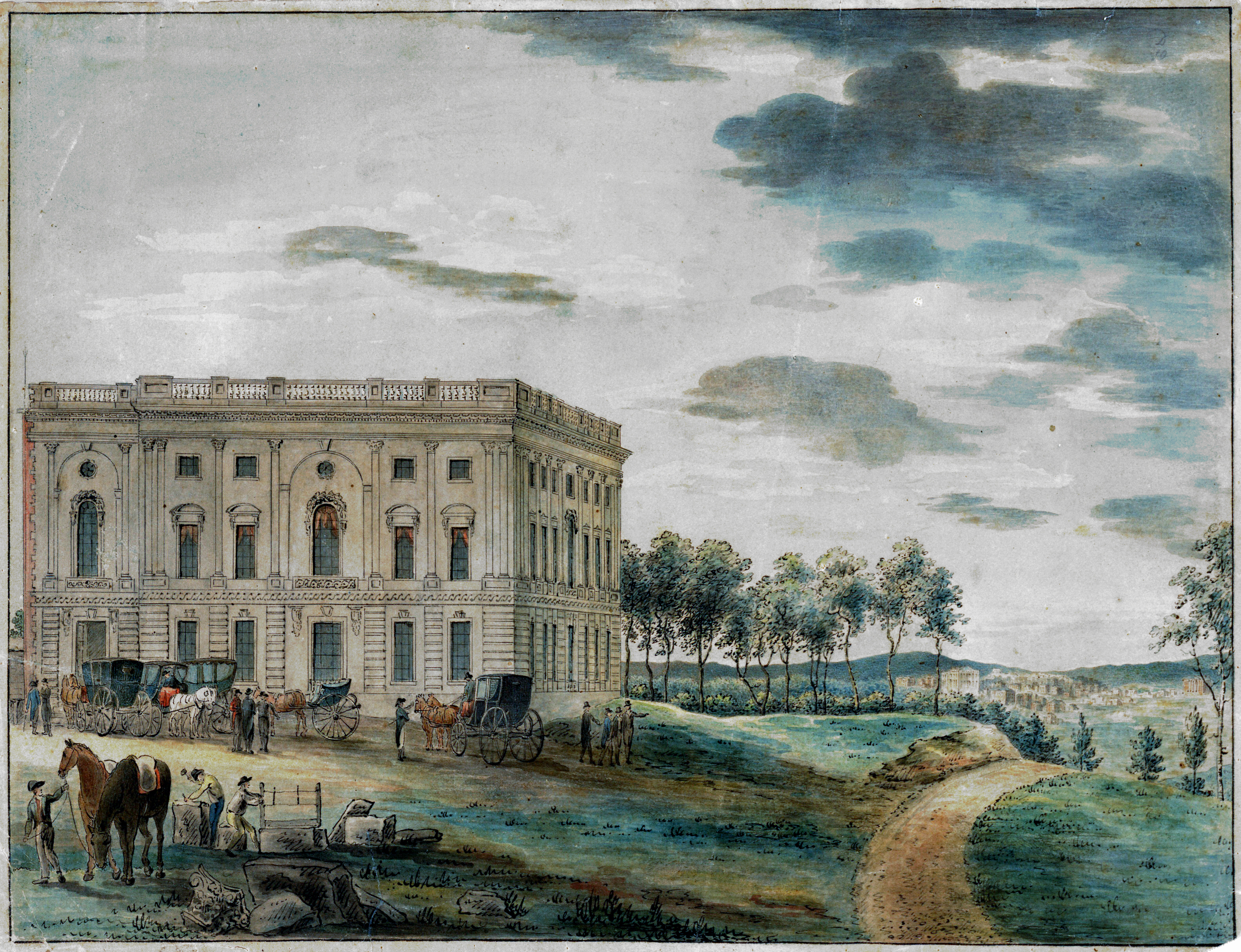
Капитолий в 1800 году — ещё без Ротонды

Строительство ротонды закончилось в 1824 под руководством архитектора Капитолия Чарльза Балфинча к визиту французского революционера Мари-Жозеф Лафайета. В то время купол и ротонда, как и весь Капитолий, были построены в неоклассическом стиле и напоминали римский Пантеон.

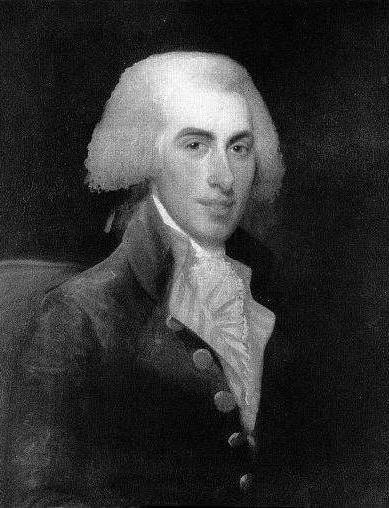
Чарльз Балфинч
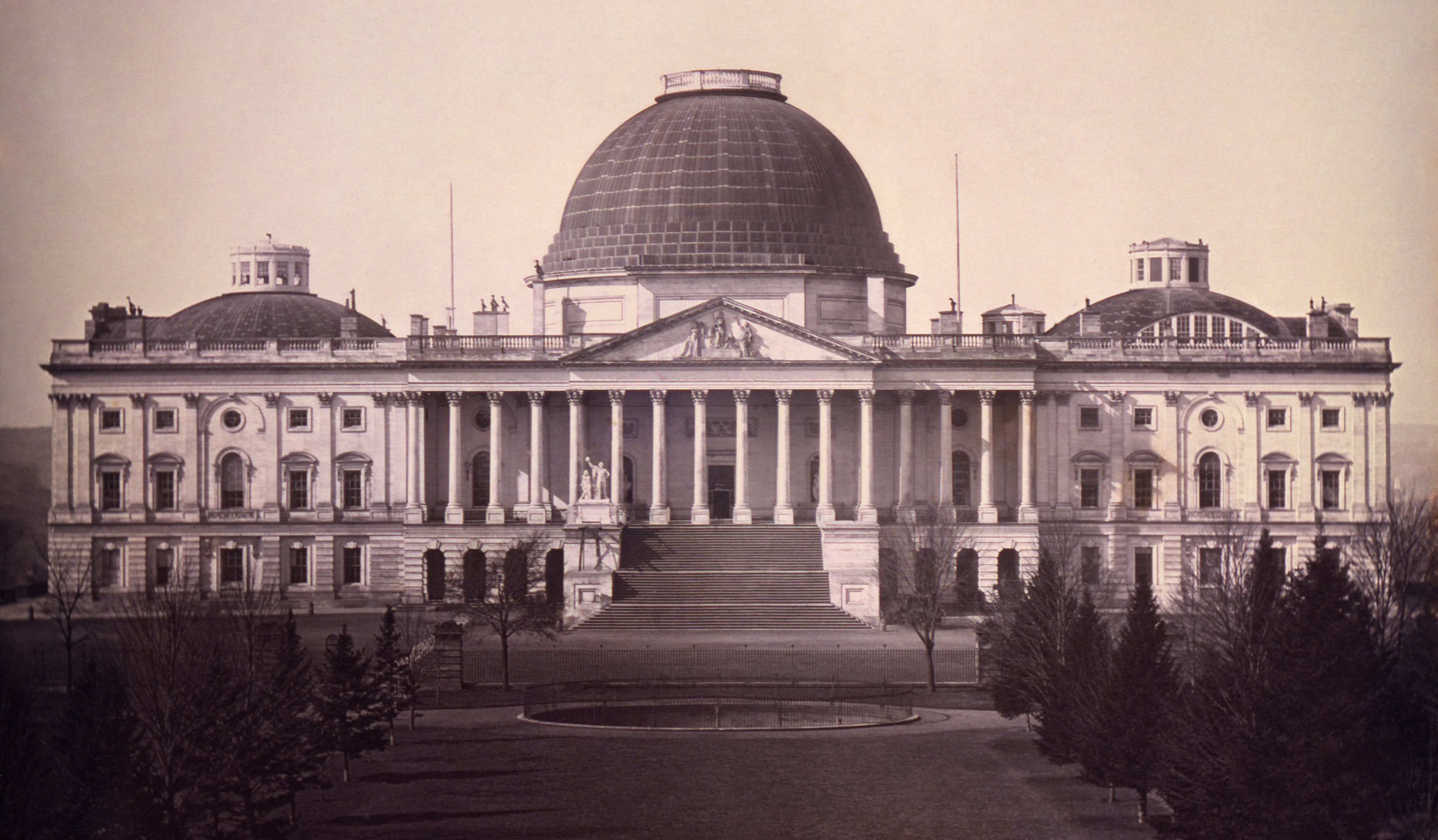
Капитолий к 1846 году
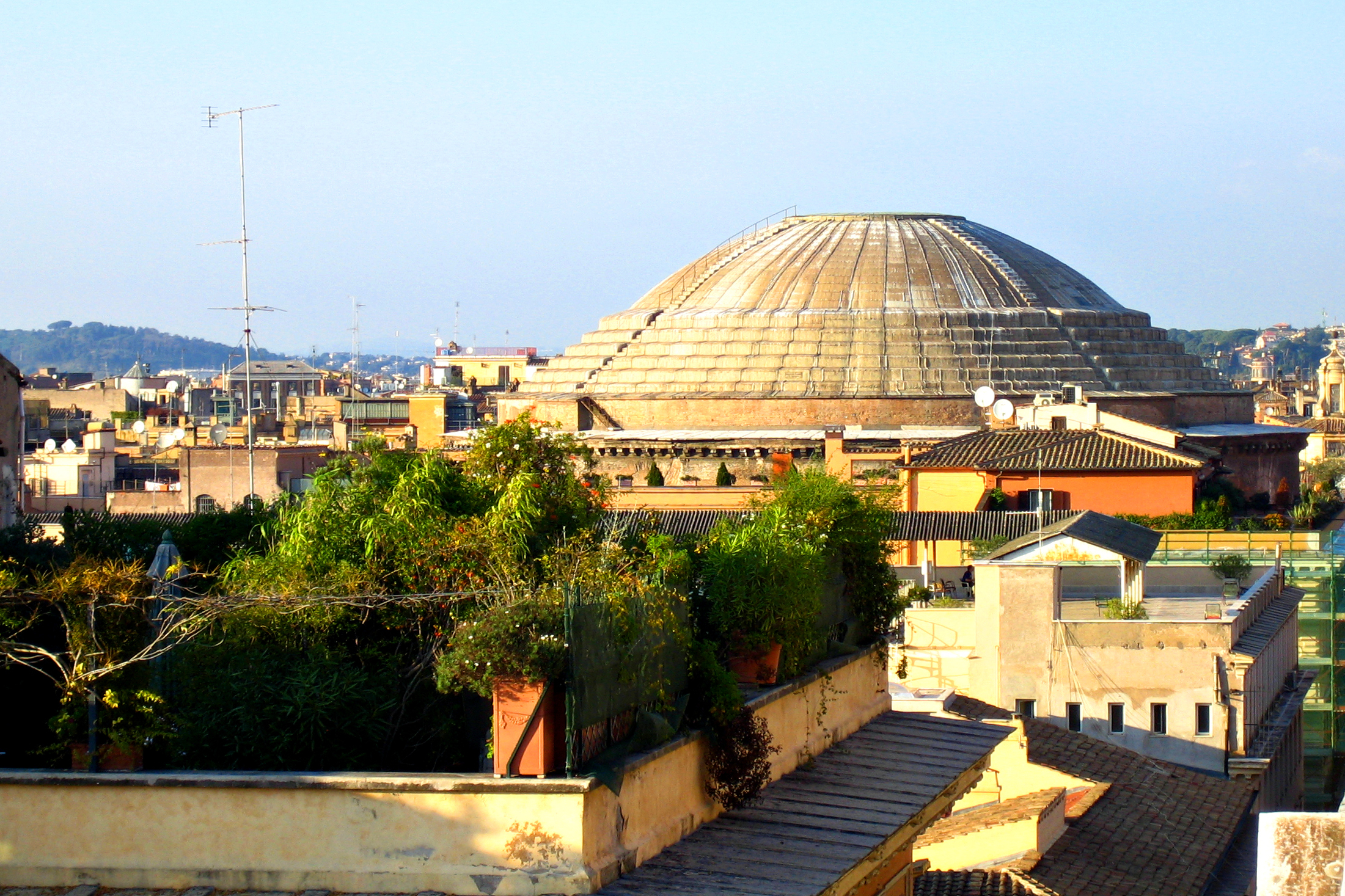
Купол Пантеона в Риме

Высота сделанных из песчаника стен ротонды от пола — 15 метров (48 футов). Вскоре эта высота увеличилась. В 1854 году по инициативе четвёртого архитектора Капитолия Томаса Уолтера начались работы по надстройке здания. В частности началось возведение небывалого по тем временам купола. Также была расширена ротонда. Реконструкция велась по оригинальному проекту, разработанному Томасом. Согласно замыслам архитектора, над ротондой возводилось два купола: внутренний и внешний. Внешний запланировано было сделать завершённым, с колоннадой поперёк барабана. Внешний купол должен был напоминать купол Собора Святого Павла в Лондоне. У внутреннего же отсутствовала верхушка, образовывалась своеобразный проём в форме круга, чтобы через неё можно было видеть фреску, нанесённую на внутреннюю поверхность внешнего купола.

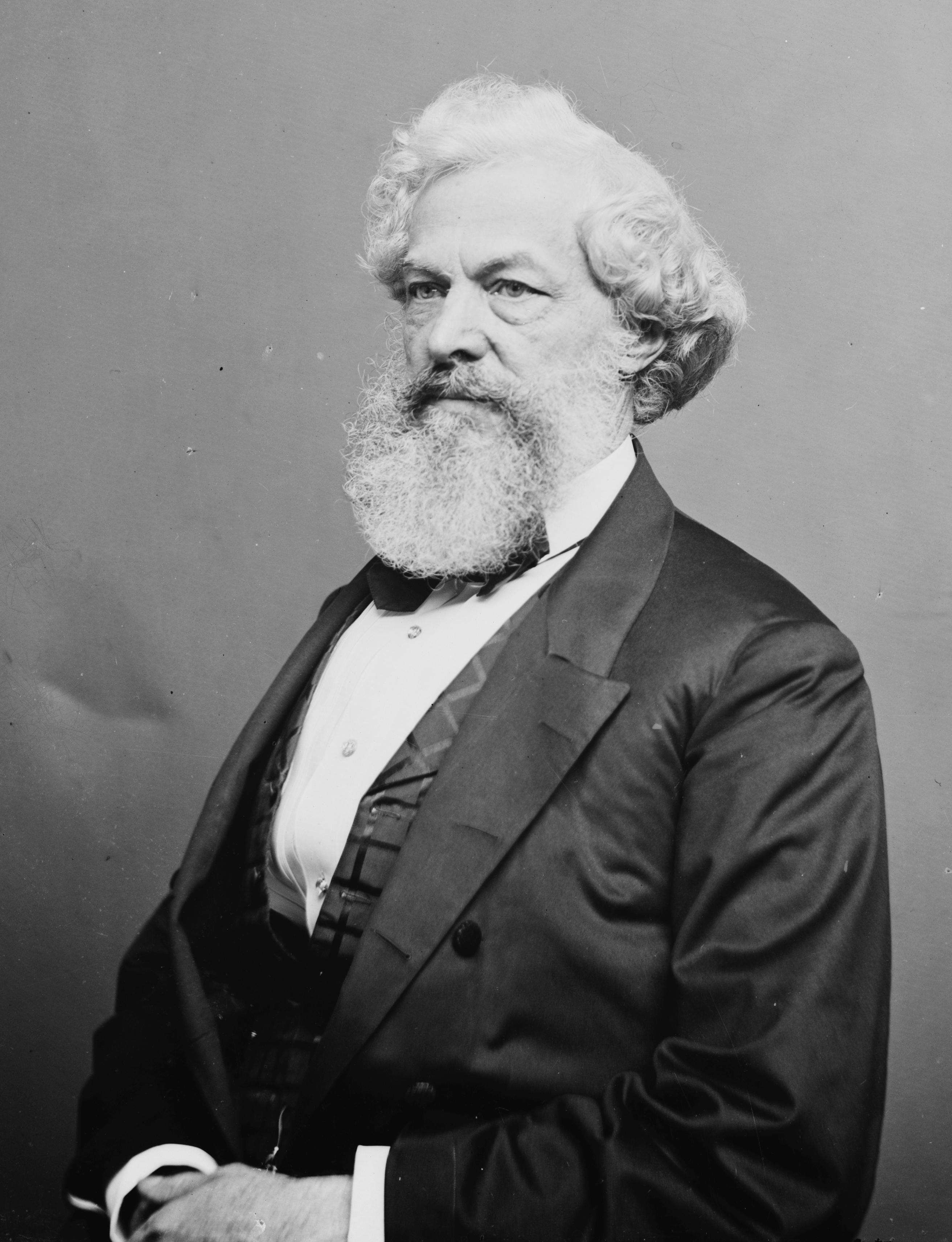
Томас Уолтер
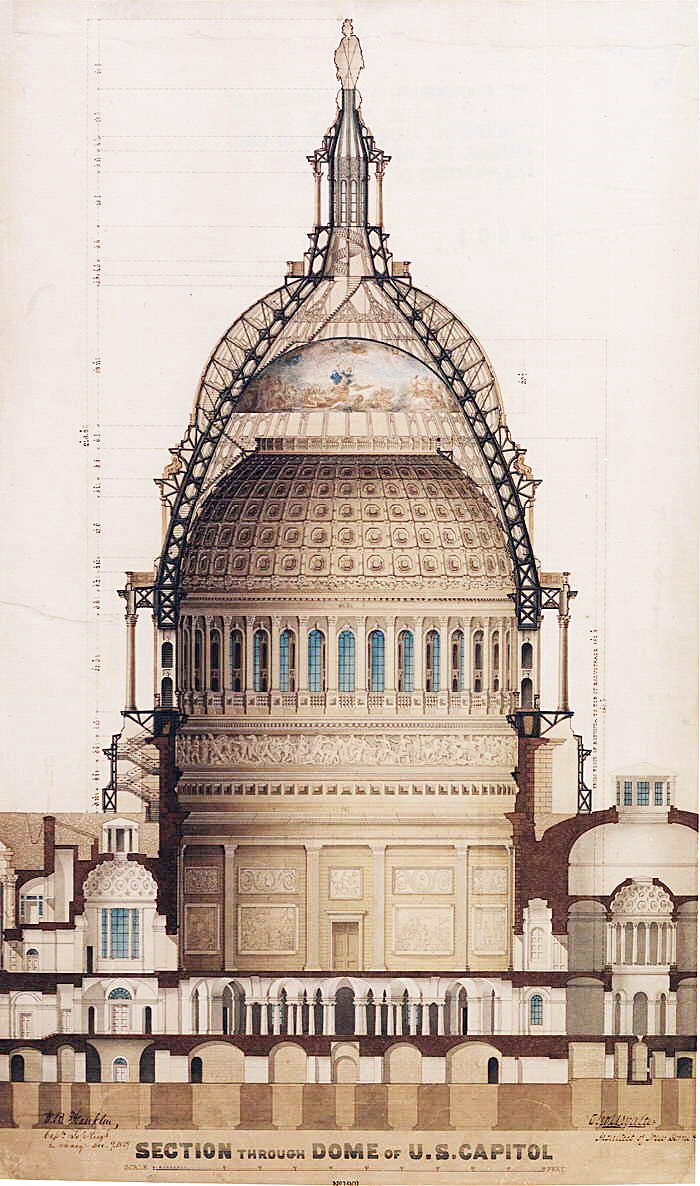
Двухслойный купол в разрезе
Надстройка ротонды в 1861

Томас Уолтер попросил исторического художника Брумиди «нарисовать в том проёме картину 65 футов (20 метров) в диаметре, исполненную в виде фрески на вогнутом навесе глаза нового купола Капитолия США» 
К 1859 году уже были готовы акварельные эскизы разных сцен будущей фрески. Купол Капитолия был готов к середине Гражданской войны. Каркас купола сконструирован из чугуна, что исключало пожары. Во время Гражданской войны ротонду приспособили под госпиталь союзных войск. Полностью работы по куполу завершились в 1866 году. После надстройки Капитолий стал напоминать уже парижский Пантеон.

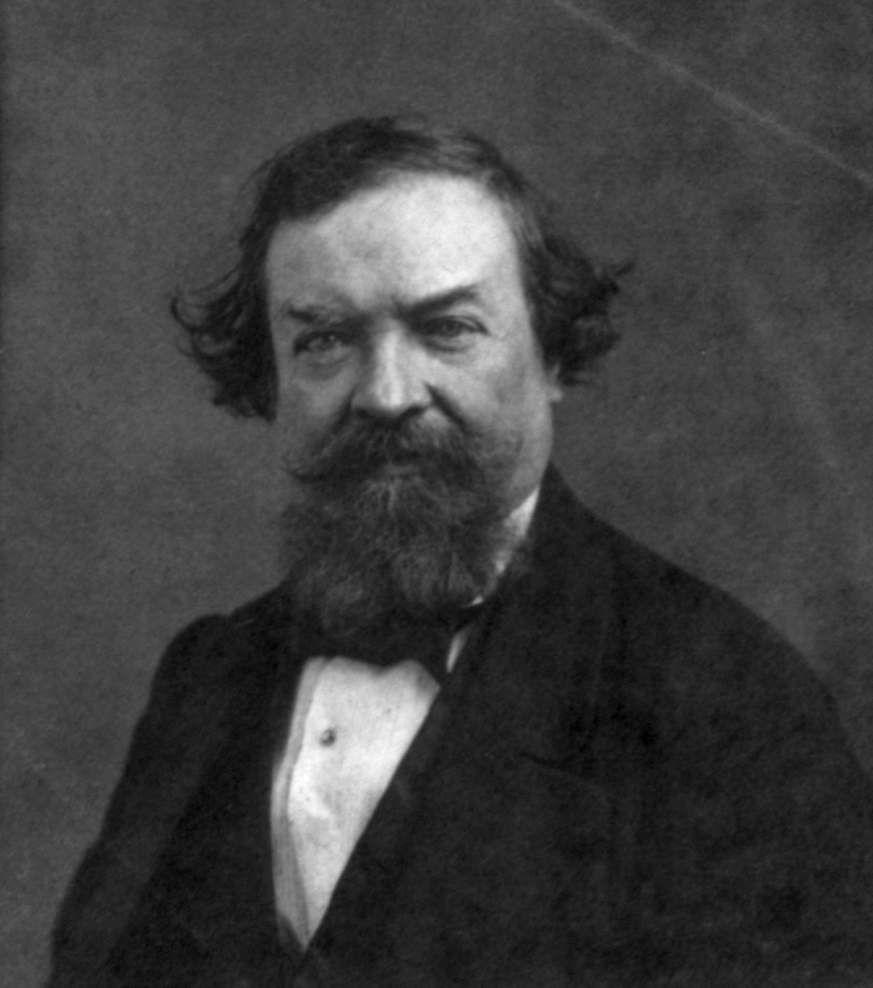
Константино Брумиди
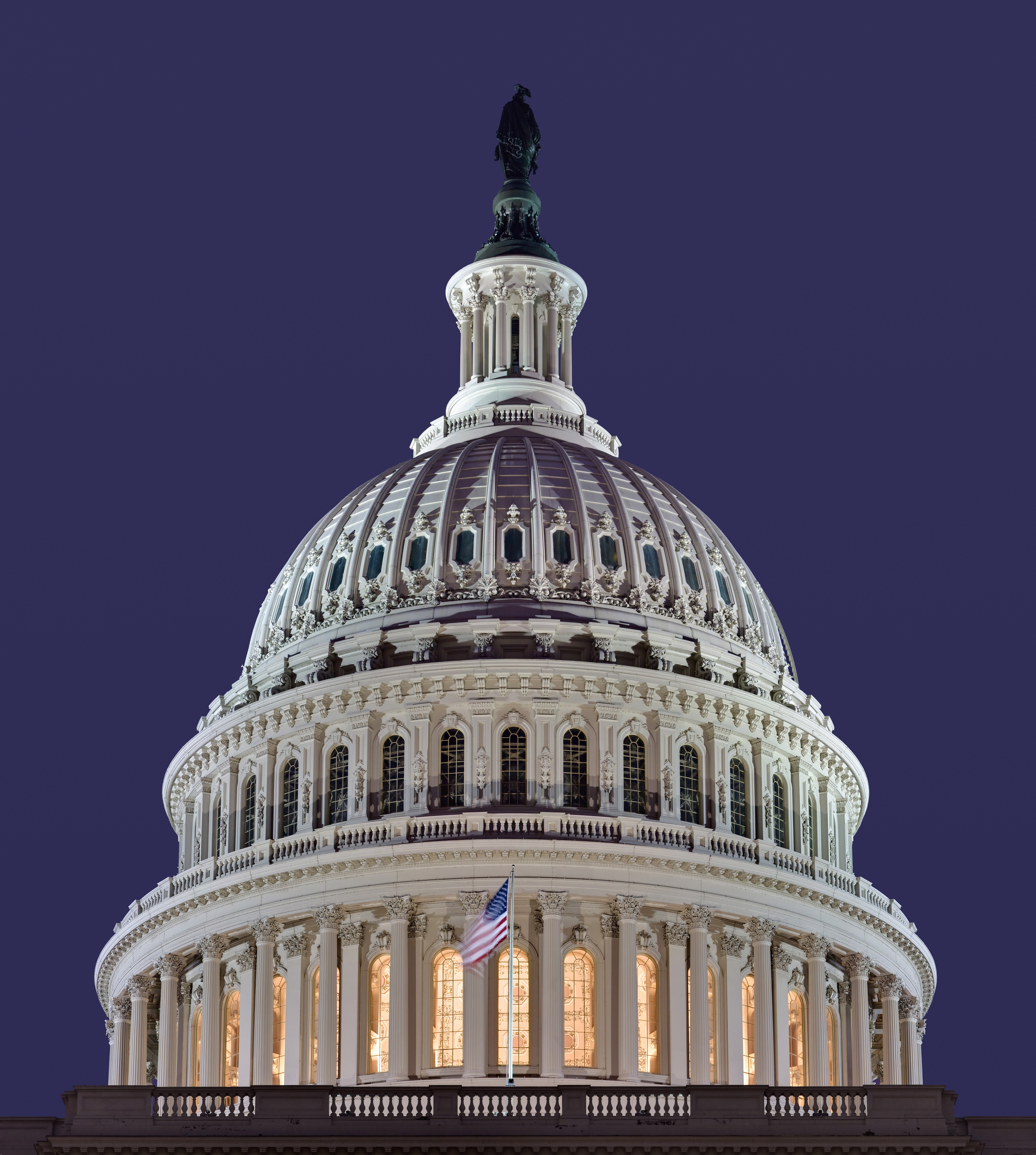
Новый купол Капитолия
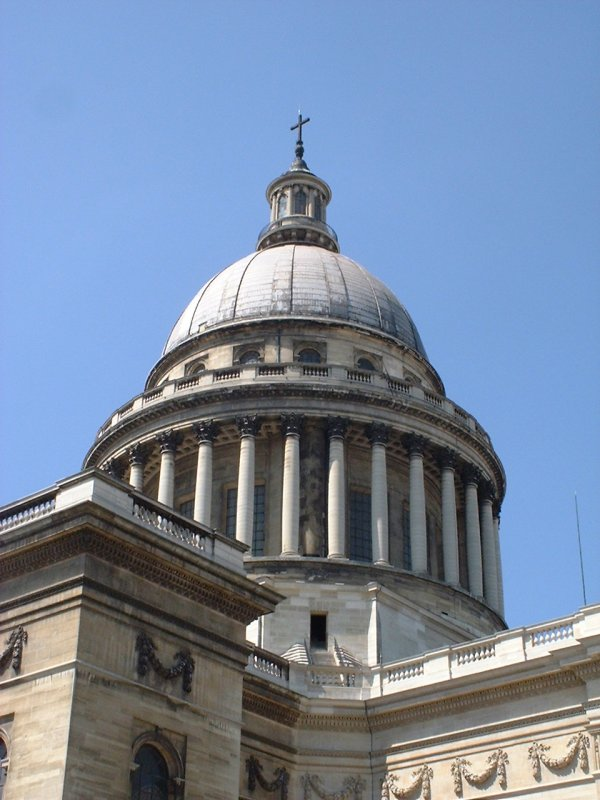
Купол парижского Пантеона

## Апофеоз Вашингтона

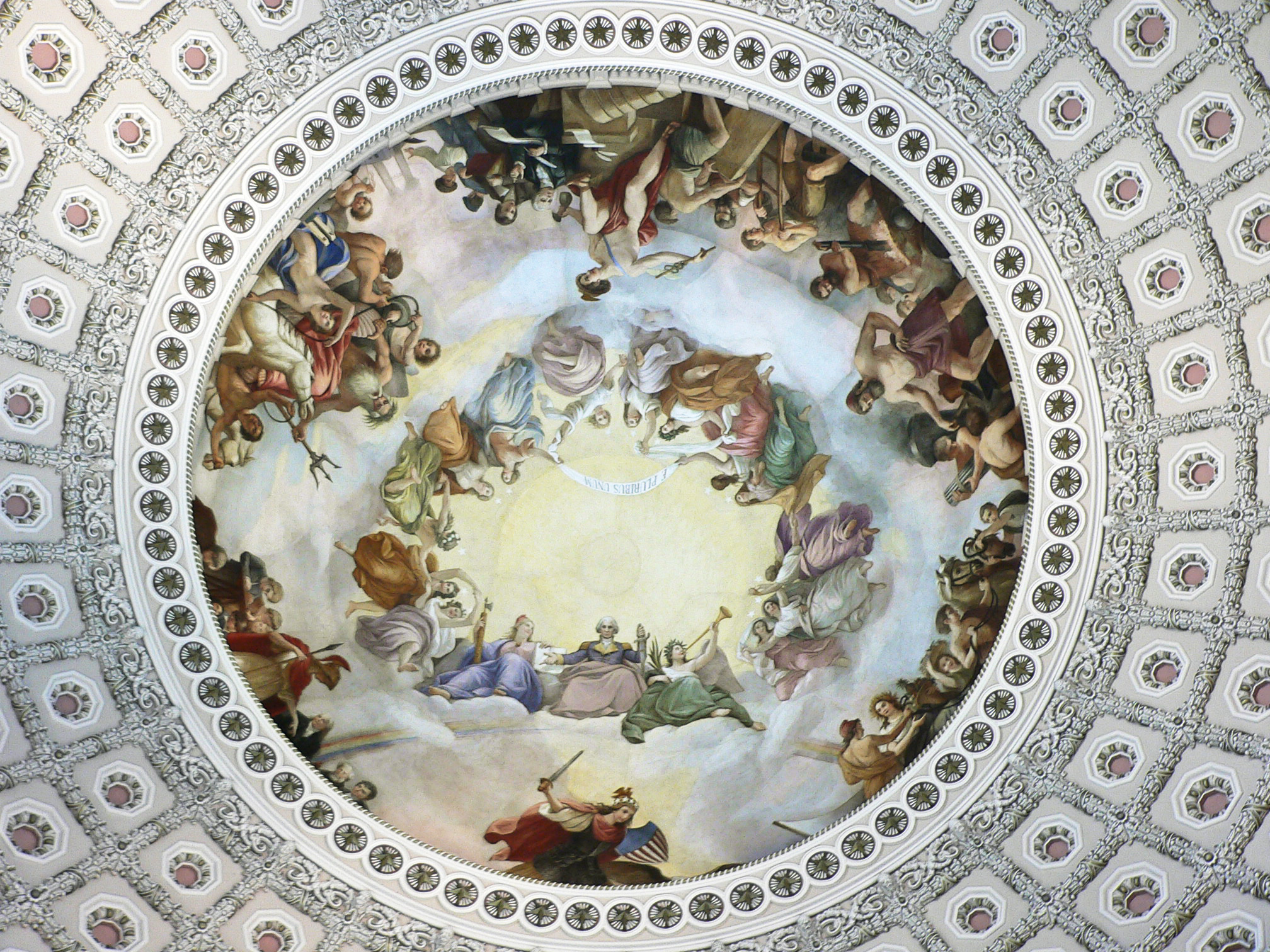
Вид на фреску из ротонды

## Фриз Американской истории

### Барельефы
| Сцена | Описание |
| ----- | --- |
|       | Америка и История англ. America and History На первом барельефе представлена аллегорическая сцена. На первом плане изображена Колумбия — олицетворение Америки с фригийским колпаком на голове, копьём и щитом в руках. Слева сидит вооружённый луком и стрелами Индеец. Он представляет американскую землю. У ног Америки сидит аллегория Истории, записывающая на каменной плите события. Рядом с Историей на символизирующей власть фасции примостился Орёл.                                                                                                 |
|       | Прибытие Колумба англ. Landing of Columbus Изображено прибытие Христофора Колумба в Америку в первой из четырёх сцен испанского завоевания. Колумб сходит с мостика корабля "Санта-Мария". Его вооружённая команда остаётся на борту; у одного из членов команды есть подзорная труба. Изображены индейцы, приветствующие Колумба, индейские женщины и дети, а также туземные воины справа. Фигура Колумба, возможно, основывалась на статуе Колумба работы Луиджи Персико, в момент написания картины находившейся на восточной центральной ступени Капитолия. |
|       | Кортес и Монтесума в храме Ацтеков англ. Cortez and Montezuma at Mexican Temple На этом панно изображён испанский конкистадор Эрнан Кортес, входящий в храм ацтеков, которого приветствует Монтесума II. В начале испанского завоевания империи ацтеков Монтесума и ацтеки почитали Кортеса как бога, считая, что он - вернувшийся бог Кетцалькоатль. Солнечный камень ацтеков и идолы основаны на эскизах, нарисованных Брумиди в Мехико. |
|       | Поход Писарро в Перу англ. Pizarro Going to Peru На этой картине, посвящённой завоеванию испанцами империи инков, испанский конкистадор Франсиско Писарро изображён ведущим свою лошадь через джунгли в поисках Эльдорадо, мифической страны золота. |
|       | Похороны Десото англ. Burial of DeSoto На этом панно изображено погребение испанского конкистадора Эрнандо де Сото в реке Миссисипи после его смерти от лихорадки. Де Сото возглавил крупнейшую европейскую экспедицию XV и XVI веков через Юго-Восток и Средний Запад в поисках золота, серебра и других ценностей. |
|       | Капитан Смит и Покахонтас англ. Captain Smith and Pocahontas Изображена Покахонтас, спасающая капитана Джона Смита, одного из основателей Джеймстауна в Виргинии, от удара дубиной. |
|       | Прибытие пилигримов англ. Landing of the Pilgrims Отцы-пилигримы во главе с Уильямом Брюстером благодарят Бога за своё безопасное плавание в сцене, показывающей Плимутскую колонию. |
|       | Вилльям Пенн и индейцы англ. William Penn and the Indians Предводитель квакеров и основатель провинции Пенсильвания Уильям Пенн изображён с индейцем племени (делаваров) под вязом в Шакамаксоне. Это последнее панно, над которым работал Брумиди. |
|       | Колонизация Новой Англии англ. Colonization of New England На этом панно изображены поселенцы Новой Англии, занятые заготовкой, распиловкой и использованием пиломатериалов для строительства здания. Это первая сцена, полностью написанная Костаджини. |
|       | Оглторп и Индейцы англ. Oglethorpe and the Indians Джеймс Оглторп, основатель колонии Джорджия и первый губернатор Джорджии, изображён с вождями племени криков в Саванне, штат Джорджия. Крики дарят Оглторпу шкуру бизона с орлом в центре - символ дружбы и доверия. |
|       | Битва при Лексингтоне англ. Battle of Lexington На этом панно изображён "выстрел, который услышал весь мир" в битве при Лексингтоне, первом крупном сражении Американской войны за независимость. Майор Джон Питкэрн изображён верхом на лошади в центре, справа - войска британской армии или королевской морской пехоты, слева - ополченцы Лексингтона. |
|       | Декларация Независимости англ. Declaration of Independence Идеализированное изображение Джона Адамса, Томаса Джефферсона и Бенджамина Франклина, авторов Декларации независимости, читающих декларацию празднующим колонистам. |
|       | Капитуляция Корнуоллиса англ. Surrender of Cornwallis Изображение Джорджа Вашингтона на коне, принимающего церемониальный меч капитуляции от Чарльза О'Хары, который представлял лорда Корнуоллиса после окончательного поражения британцев в битве при Йорктауне. Считается, что на самом деле Вашингтон отказался от меча О'Хары, потому что, согласно обычаям того времени, Вашингтону подобало бы получить меч только от самого Корнуоллиса; вместо него меч принял генерал-майор Бенджамин Линкольн.                                                       |
|       | Гибель Текумсе англ. Death of Tecumseh На этом панно изображена смерть вождя племени шауни и лидера Конфедерации индейцев Текумсе в сражении на Темсе в Верхней Канаде во время Англо-американской войны, частично являвшейся продолжением войны Текумсе. |
|       | Взятие Мехико американской армией англ. American Army Entering the City of Mexico Войска армии США под командованием Уинфилда Скотта входят в Мехико после битвы за Мехико, которое завершило Американо-мексиканскую войну решительной победой американцев. Договор Гуадалупе-Идальго 1848 года предусматривал массовую передачу Мексикой территорий, которые сегодня являются западной частью США. |
|       | Обнаружение золота в Калифорнии англ. Discovery of Gold in California Старатели дробят породу и промывают золото с помощью кирок, лопат и других инструментов в период Калифорнийской золотой лихорадки. В центре трое мужчин (один из которых, возможно, изображает Джона Саттера) осматривают лоток старателя. Это была последняя сцена, разработанная Брумиди и написанная Костаджини. Prospectors dig and pan |
|       | Мир и Конец Гражданской войны англ. Peace at the End of the Civil War Эта сцена, первое из трёх панно Кокса, изображает солдата Конфедерации и солдата Союза, пожимающих друг другу руки в конце Войны за независимость, что символизирует примирение и воссоединение. Хлопок и северная сосна символизируют Юг и Север. |
|       | Экипаж морского орудия в Испано-Американской войне англ. Naval Gun Crew in the Spanish-American War Группа моряков ВМС США в орудийной команде изображена во время морского боя во время Американо-мексиканской войны. и Соединённые Штаты одержали победу над Испанией в этой войне. Парижский договор 1898 года предусматривал независимость Кубы от Испании и получение США Пуэрто-Рико, Гуама и Филиппин. |
|       | Рождение авиации англ. The Birth of Aviation Эта сцена изображает первый полёт братьев Райт в Китти Хок в 1903 году. Wright Flyer показан только что оторвавшимся от земли, Орвилл Райт сидит в самолёте, а Уилбур Райт бежит рядом, поддерживая крыло. Слева - Леонардо да Винчи, Сэмюэл Пирпонт Лэнгли и Октав Шанют, другие пионеры авиации, держат в руках модели ранних летательных аппаратов. Справа внизу орёл держит оливковую ветвь. |